# Lovers and Other Strangers
 Lovers and Other Strangers és una pel·lícula estatunidenca dirigida per Cy Howard, estrenada el 1970.

## Argument
Mike Vecchio i Susan Henderson estan ultimant els preparatius del seu enllaç, però sembla que seran els únics feliços el dia del casament...

## Repartiment
- Bea Arthur: Bea Vecchio
- Bonnie Bedelia: Susan Henderson
- Michael Brandon: Mike Vecchio
- Richard S. Castellano: Frank Vecchio
- Bob Dishy: Jerry
- Harry Guardino: Johnny
- Marian Hailey: Brenda
- Joseph Hindy: Ritchie Vecchio
- Anne Jackson: Kathy
- Diane Keaton: Joan Vecchio
- Cloris Leachman: Bernice Henderson
- Anne Meara: Wilma
- Gig Young: Hal Henderson
- Bob Kaliban: Hotel clerk
- Amy Stiller: Noia de la flor / Carol
- Sylvester Stallone: No surt als crèdits

## Premis i nominacions
Premis
- 1970: Oscar a la millor cançó original per For All We Know, composta per Fred Karlin.

Nominacions
- Oscar al millor actor secundari per Richard S. Castellano
- Oscar al millor guió adaptat per Joseph Bologna, David Zelag Goodman i Renée Taylor
- Globus d'Or a la millor pel·lícula musical o còmica